# Spring Garden-Terra Verde
Spring Garden-Terra Verde era un census-designated place (CDP) degli Stati Uniti d'America della contea di Nueces nello Stato del Texas. La popolazione era di 693 persone al censimento del 2000. Al censimento del 2010 si è diviso in due CDP chiamati Spring Gardens e Tierra Verde.

## Geografia fisica
Spring Garden-Terra Verde era situata a 27°45′42″N 97°43′32″W (27.761568, -97.725473).
Secondo lo United States Census Bureau, ha un'area totale di 3,0 miglia quadrate (7,8 km²).

## Società

### Evoluzione demografica
Secondo il censimento del 2000, c'erano 693 persone.

### Etnie e minoranze straniere
Secondo il censimento del 2000, la composizione etnica della città era formata dal 68,25% di bianchi, lo 0,43% di afroamericani, lo 0,72% di nativi americani, il 28,43% di altre razze, e il 2,16% di due o più etnie. Ispanici o latinos di qualunque razza erano il 97,11% della popolazione.